# جاسيك زيلينسكي
جاسيك زيلينسكي (بالبولندية: Jacek Zieliński)‏ (مواليد 10 أكتوبر 1967) هو لاعب كرة قدم. يلعب مع منتخب بولندا لكرة القدم. سبق له أن لعب في كأس العالم لكرة القدم مع منتخب بلاده.

## روابط خارجية
- جاسيك زيلينسكي على موقع قاعدة بيانات كرة القدم.إي يو (الإنجليزية)
- جاسيك زيلينسكي على موقع ناشيونال فوتبول تيمز (الإنجليزية)
- جاسيك زيلينسكي على موقع Soccerway.com (الإنجليزية)
- جاسيك زيلينسكي على موقع عالم كرة القدم.نت (الإنجليزية)